# Paratrichobius sanchezi
Paratrichobius sanchezi är en tvåvingeart som beskrevs av Wenzel 1966. Paratrichobius sanchezi ingår i släktet Paratrichobius och familjen lusflugor. Inga underarter finns listade i Catalogue of Life.